# Suïssa al Festival de la Cançó d'Eurovisió
Suïssa ha participat en el Festival de la Cançó d'Eurovisió cada any des del seu inici, excepte el 1995, 1999, 2001 i 2003. Ha estat amfitriona del festival en dues ocasions, la primera, també la primera edició d'Eurovisió, va ser celebrada al Teatre Kursaal a la ciutat de Lugano el 1956. En aquesta ocasió, Suïssa va arribar a ser guanyadora del primer certamen amb la cançó «Refrain» de Lys Assia. La segona oportunitat va ser el 1989 a la ciutat de Lausana, un any després que Céline Dion hagués guanyat el concurs com a representant a Suïssa. Fins al moment, les delegacions suïsses han cantat en les quatre llengües oficials del país (francès, alemany, italià i romanx) i en anglès.
Suïssa, en guanyar l'edició de 1956 com a l'amfitriona, converteix a Suïssa en un integrant del grup format per Espanya, Israel, Irlanda i Luxemburg, ja que aquests països són els únics que han guanyat mentre eren amfitrions.
En un total de 27 vegades, Suïssa ha quedat dins del TOP-10 dins d'una final (inclosa la victòria d'aquest país al 1956 sense punts).

## Absències
Suïssa s'havia absent d'Eurovisió quatre vegades des que va començar la seva participació en el primer certamen. Aquestes absències, els anys 1995, 1999, 2001 i 2003, van ser provocades per mals resultats en competicions anteriors que van portar al descens.

## Seleccions nacionals
S'ha utilitzat una combinació de diferents processos de selecció per determinar la participació de Suïssa al concurs de cada any. Des del 2019, SRG SSR utilitza un procés de selecció intern, tot i que els anys anteriors es van utilitzar finals nacionals televisades, celebrades amb diversos noms, com ara Concours Eurovision des dels anys 50 fins als 2000 i Die Grosse Entscheidungsshow entre 2011 i 2018. A la dècada de 1980, la Suïssa Les finals nacionals tendeixen a tenir deu cançons participants cada any: tres en francès, tres en alemany, tres en italià i una en romanç.

## Participacions
Llegenda
| Any                         | Seu                | Artista                                 | Cançó                                | Final                        | Punts                        | Semifinal                   | Punts                       |
| --------------------------- | ------------------ | --------------------------------------- | ------------------------------------ | ---------------------------- | ---------------------------- | --------------------------- | --------------------------- |
| 1956                        | Lugano             | Lys Assia                               | «Das alte Karussell»                 | No es van publicar resultats | No es van publicar resultats | No va haver-hi semifinals   | No va haver-hi semifinals   |
| 1956                        | Lugano             | Lys Assia                               | «Refrain»                            | 1                            | N/D                          | No va haver-hi semifinals   | No va haver-hi semifinals   |
| 1957                        | Frankfurt del Main | Lys Assia                               | «L'enfant que j'étais»               | 8                            | 5                            | No va haver-hi semifinals   | No va haver-hi semifinals   |
| 1958                        | Hilversum          | Lys Assia                               | «Giorgio»                            | 2                            | 24                           | No va haver-hi semifinals   | No va haver-hi semifinals   |
| 1959                        | Canes              | Christa Williams                        | «Irgendwoher»                        | 4                            | 14                           | No va haver-hi semifinals   | No va haver-hi semifinals   |
| 1960                        | Londres            | Anita Traversi                          | «Cielo e terra»                      | 8                            | 5                            | No va haver-hi semifinals   | No va haver-hi semifinals   |
| 1961                        | Canes              | Franca di Rienzo                        | «Nous aurons demain»                 | 3                            | 16                           | No va haver-hi semifinals   | No va haver-hi semifinals   |
| 1962                        | Luxemburg          | Jean Philippe                           | «Le retour»                          | 10                           | 2                            | No va haver-hi semifinals   | No va haver-hi semifinals   |
| 1963                        | Londres            | Esther Ofarim                           | «T'en vas pas»                       | 2                            | 40                           | No va haver-hi semifinals   | No va haver-hi semifinals   |
| 1964                        | Copenhaguen        | Anita Traversi                          | «I miei pensieri»                    | 13                           | 0                            | No va haver-hi semifinals   | No va haver-hi semifinals   |
| 1965                        | Nàpols             | Yovanna                                 | «Non, à jamais sans toi»             | 8                            | 8                            | No va haver-hi semifinals   | No va haver-hi semifinals   |
| 1966                        | Luxemburg          | Madeleine Pascal                        | «Ne vois-tu pas?»                    | 6                            | 12                           | No va haver-hi semifinals   | No va haver-hi semifinals   |
| 1967                        | Viena              | Géraldine                               | «Quel cœur vas-tu briser?»           | 17                           | 0                            | No va haver-hi semifinals   | No va haver-hi semifinals   |
| 1968                        | Londres            | Gianni Mascolo                          | «Guardando il sole»                  | 13                           | 2                            | No va haver-hi semifinals   | No va haver-hi semifinals   |
| 1969                        | Madrid             | Paola del Medico                        | «Bonjour, bonjour»                   | 5                            | 13                           | No va haver-hi semifinals   | No va haver-hi semifinals   |
| 1970                        | Amsterdam          | Henri Dès                               | «Retour»                             | 4                            | 8                            | No va haver-hi semifinals   | No va haver-hi semifinals   |
| 1971                        | Dublín             | Peter, Sue & Marc                       | «Les illusions de nos vingt ans»     | 12                           | 78                           | No va haver-hi semifinals   | No va haver-hi semifinals   |
| 1972                        | Edimburg           | Véronique Muller                        | «C'est la chanson de mon amour»      | 8                            | 88                           | No va haver-hi semifinals   | No va haver-hi semifinals   |
| 1973                        | Luxemburg          | Patrick Juvet                           | «Je vais em marier, Marie»           | 12                           | 79                           | No va haver-hi semifinals   | No va haver-hi semifinals   |
| 1974                        | Brighton           | Piera Martell                           | «Mein Ruf nach Dir»                  | 14                           | 3                            | No va haver-hi semifinals   | No va haver-hi semifinals   |
| 1975                        | Estocolm           | Simone Drexel                           | «Mikado»                             | 6                            | 77                           | No va haver-hi semifinals   | No va haver-hi semifinals   |
| 1976                        | La Haia            | Peter, Sue & Marc                       | «Djambo, Djambo»                     | 4                            | 91                           | No va haver-hi semifinals   | No va haver-hi semifinals   |
| 1977                        | Londres            | Pepe Lienhard Band                      | «Swiss Lady»                         | 6                            | 71                           | No va haver-hi semifinals   | No va haver-hi semifinals   |
| 1978                        | París              | Carole Vinci                            | «Vivre»                              | 9                            | 65                           | No va haver-hi semifinals   | No va haver-hi semifinals   |
| 1979                        | Jerusalem          | Peter, Sue & Marc, Pfuri, Gorps & Kniri | «Trödler & Co»                       | 10                           | 60                           | No va haver-hi semifinals   | No va haver-hi semifinals   |
| 1980                        | La Haia            | Paola                                   | «Cinéma»                             | 4                            | 104                          | No va haver-hi semifinals   | No va haver-hi semifinals   |
| 1981                        | Dublín             | Peter, Sue & Marc                       | «Io senza te»                        | 4                            | 121                          | No va haver-hi semifinals   | No va haver-hi semifinals   |
| 1982                        | Harrogate          | Arlette Zola                            | «Amour on t'aime»                    | 3                            | 97                           | No va haver-hi semifinals   | No va haver-hi semifinals   |
| 1983                        | Múnic              | Mariella Farré                          | «Io così non ci sto»                 | 15                           | 28                           | No va haver-hi semifinals   | No va haver-hi semifinals   |
| 1984                        | Luxemburg          | Rainy Day                               | «Welche Farbe hat der Sonnenschein?» | 16                           | 30                           | No va haver-hi semifinals   | No va haver-hi semifinals   |
| 1985                        | Göteborg           | Mariella Farré & Pi Gasparini           | «Piano, piano»                       | 12                           | 39                           | No va haver-hi semifinals   | No va haver-hi semifinals   |
| 1986                        | Bergen             | Daniela Simons                          | «Pas pour moi»                       | 2                            | 140                          | No va haver-hi semifinals   | No va haver-hi semifinals   |
| 1987                        | Brussel·les        | Carol Rich                              | «Moitié, moitié»                     | 17                           | 26                           | No va haver-hi semifinals   | No va haver-hi semifinals   |
| 1988                        | Dublín             | Céline Dion                             | «Ne partez pas sans moi»             | 1                            | 137                          | No va haver-hi semifinals   | No va haver-hi semifinals   |
| 1989                        | Lausana            | Furbaz                                  | «Viver senza tei»                    | 13                           | 47                           | No va haver-hi semifinals   | No va haver-hi semifinals   |
| 1990                        | Zagreb             | Egon Egemann                            | «Musik klingt in die Welt hinaus»    | 11                           | 51                           | No va haver-hi semifinals   | No va haver-hi semifinals   |
| 1991                        | Roma               | Sandra Simó                             | «Canzone per te»                     | 5                            | 118                          | No va haver-hi semifinals   | No va haver-hi semifinals   |
| 1992                        | Malmö              | Daisy Auvray                            | «Mister Music Man»                   | 15                           | 32                           | No va haver-hi semifinals   | No va haver-hi semifinals   |
| 1993                        | Millstreet         | Annie Cotton                            | «Moi, tout simplement»               | 3                            | 148                          | Kvalifikacija za Millstreet | Kvalifikacija za Millstreet |
| 1994                        | Dublín             | Duilio                                  | «Sto pregando»                       | 19                           | 15                           | No va haver-hi semifinals   | No va haver-hi semifinals   |
| No hi va participar en 1995 |                    |                                         |                                      |                              |                              |                             |                             |
| 1996                        | Oslo               | Kathy Leander                           | «Mon cœur l'aime»                    | 16                           | 22                           | 8                           | 67                          |
| 1997                        | Dublín             | Barbara Berta                           | «Dentro di me»                       | 23                           | 5                            | No va haver-hi semifinals   | No va haver-hi semifinals   |
| 1998                        | Birmingham         | Gunvor                                  | «Lass ihn»                           | 25                           | 0                            | No va haver-hi semifinals   | No va haver-hi semifinals   |
| No hi va participar en 1999 |                    |                                         |                                      |                              |                              |                             |                             |
| 2000                        | Estocolm           | Jane Bogært                             | «La vita cos'è»                      | 20                           | 14                           | No va haver-hi semifinals   | No va haver-hi semifinals   |
| No hi va participar en 2001 |                    |                                         |                                      |                              |                              |                             |                             |
| 2002                        | Tallinn            | Francine Jordi                          | «Dans le jardin de mon âme»          | 22                           | 15                           | No va haver-hi semifinals   | No va haver-hi semifinals   |
| No hi va participar en 2003 |                    |                                         |                                      |                              |                              |                             |                             |
| 2004                        | Istanbul           | Piero Esteriore & The MusicStars        | «Celebrate!»                         | No es va classificar         | No es va classificar         | 22                          | 0                           |
| 2005                        | Kíev               | Vanilla Ninja                           | «Cool Vibes»                         | 8                            | 128                          | 8                           | 114                         |
| 2006                        | Atenes             | Six4one                                 | «If We All Give a Little»            | 16                           | 30                           | Top 11 de l'any anterior    | Top 11 de l'any anterior    |
| 2007                        | Hèlsinki           | DJ Babau                                | «Vampires Are Alive»                 | No es va classificar         | No es va classificar         | 20                          | 40                          |
| 2008                        | Belgrad            | Paolo Meneguzzi                         | «Era stupendo»                       | No es va classificar         | No es va classificar         | 13                          | 47                          |
| 2009                        | Moscou             | Lovebugs                                | «The Highest Heights»                | No es va classificar         | No es va classificar         | 14                          | 15                          |
| 2010                        | Oslo               | Michael von der Heide                   | «Il pleut de l'or»                   | No es va classificar         | No es va classificar         | 17                          | 2                           |
| 2011                        | Düsseldorf         | Anna Rossinelli                         | «In Love for a While»                | 25                           | 19                           | 10                          | 55                          |
| 2012                        | Bakú               | Sinplus                                 | «Unbreakable»                        | No es va classificar         | No es va classificar         | 11                          | 45                          |
| 2013                        | Malmö              | Takasa                                  | «You and Me»                         | No es va classificar         | No es va classificar         | 13                          | 41                          |
| 2014                        | Copenhaguen        | Sebalter                                | «Hunter of Stars»                    | 13                           | 64                           | 4                           | 92                          |
| 2015                        | Viena              | Mélanie René                            | «Time to Shine»                      | No es va classificar         | No es va classificar         | 17                          | 4                           |
| 2016                        | Estocolm           | Rykka                                   | «The last of our kind»               | No es va classificar         | No es va classificar         | 18                          | 28                          |
| 2017                        | Kíev               | Timebelle                               | «Apollo»                             | No es va classificar         | No es va classificar         | 12                          | 97                          |
| 2018                        | Lisboa             | Zibbz                                   | «Stones»                             | No es va classificar         | No es va classificar         | 13                          | 86                          |
| 2019                        | Tel-Aviv           | Luca Hänni                              | «She Got Me»                         | 4                            | 364                          | 4                           | 232                         |
| 2020                        | Rotterdam          | Gjon's Tears                            | «Répondez-moi»                       | Festival cancel·lat          | Festival cancel·lat          | Festival cancel·lat         | Festival cancel·lat         |
| 2021                        | Rotterdam          | Gjon's Tears                            | «Tout L'Univers»                     | 3                            | 432                          | 1                           | 291                         |
| 2022                        | Torí               | Marius Bear                             | «Boys Do Cry»                        | 17                           | 78                           | 9                           | 118                         |
| 2023                        | Liverpool          | Remo Forrer                             | «Watergun»                           | 20                           | 92                           | 7                           | 97                          |
| 2024                        | Malmö              | Nemo Mettler                            | «The Code»                           | 1                            | 591                          | 4                           | 132                         |
| 2025                        | Basilea            | Zoë Më                                  | «Voyage»                             | 10                           | 214                          | País amfitrió               | País amfitrió               |
| 2026                        | Àustria            |                                         |                                      |                              |                              |                             |                             |

## Festivals organitzats a Suïssa
| Edició                                | Ciutat seu | Localització       | Presentandors                                    |
| ------------------------------------- | ---------- | ------------------ | ------------------------------------------------ |
| Festival de la Cançó d'Eurovisió 1956 | Lugano     | Teatre Kursaal     | Lohengrin Filipello                              |
| Festival de la Cançó d'Eurovisió 1989 | Lausana    | Palais de Beaulieu | Lolita Bruna i Jacques Deschenaux                |
| Festival de la Cançó d'Eurovisió 2025 | Basilea    | St. Jakobshalle    | Sandra Studer, Michelle Hunziker i Hazel Brugger |

## Galeria d'imatges

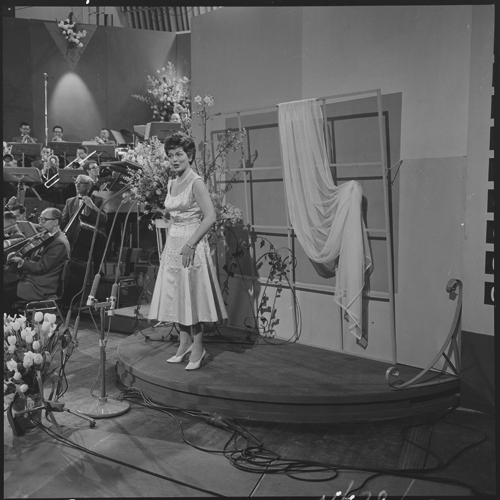
Lys Assia a Hilversum (1958)
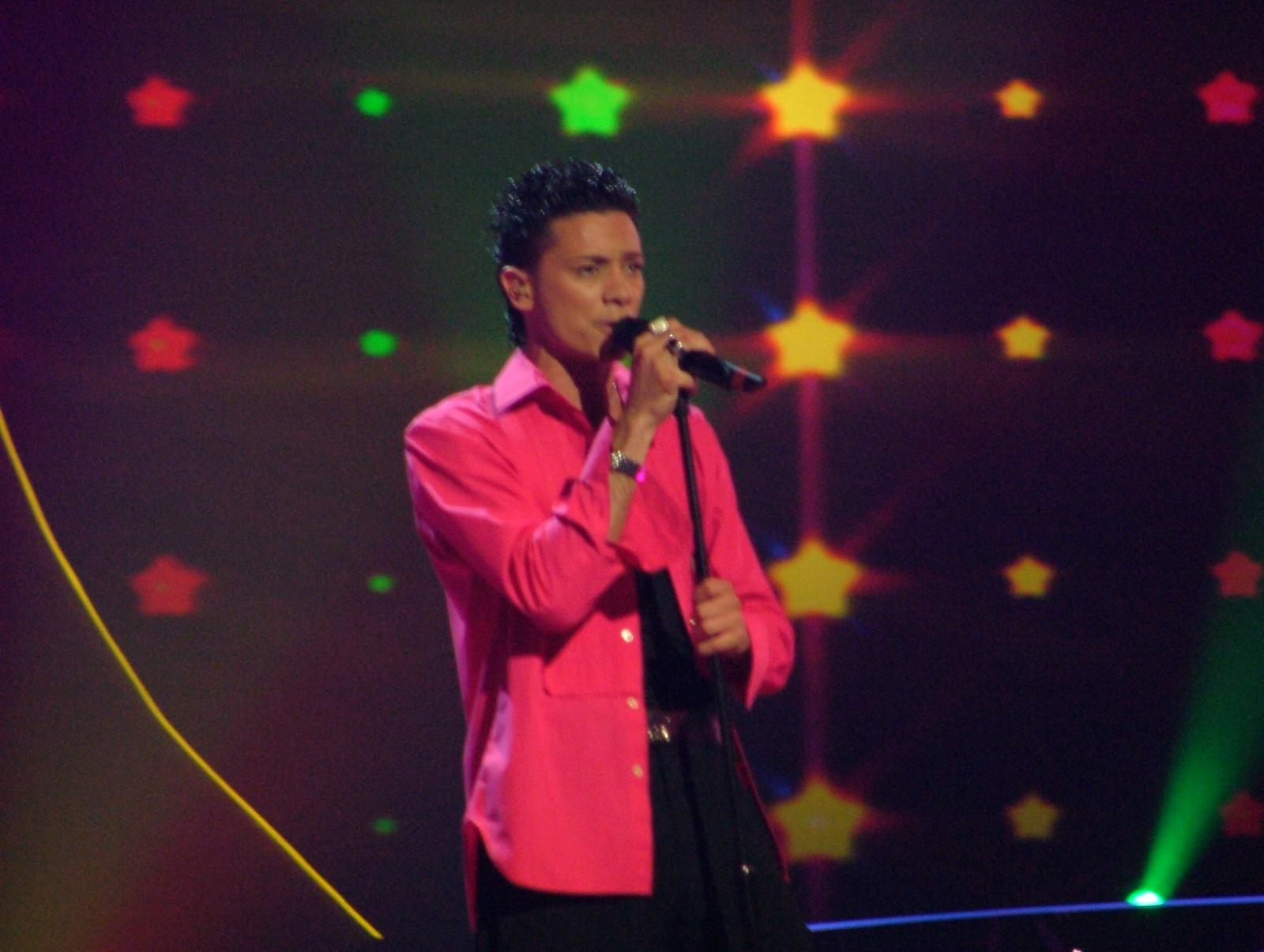
Piero Esteriore a Istanbul (2004)
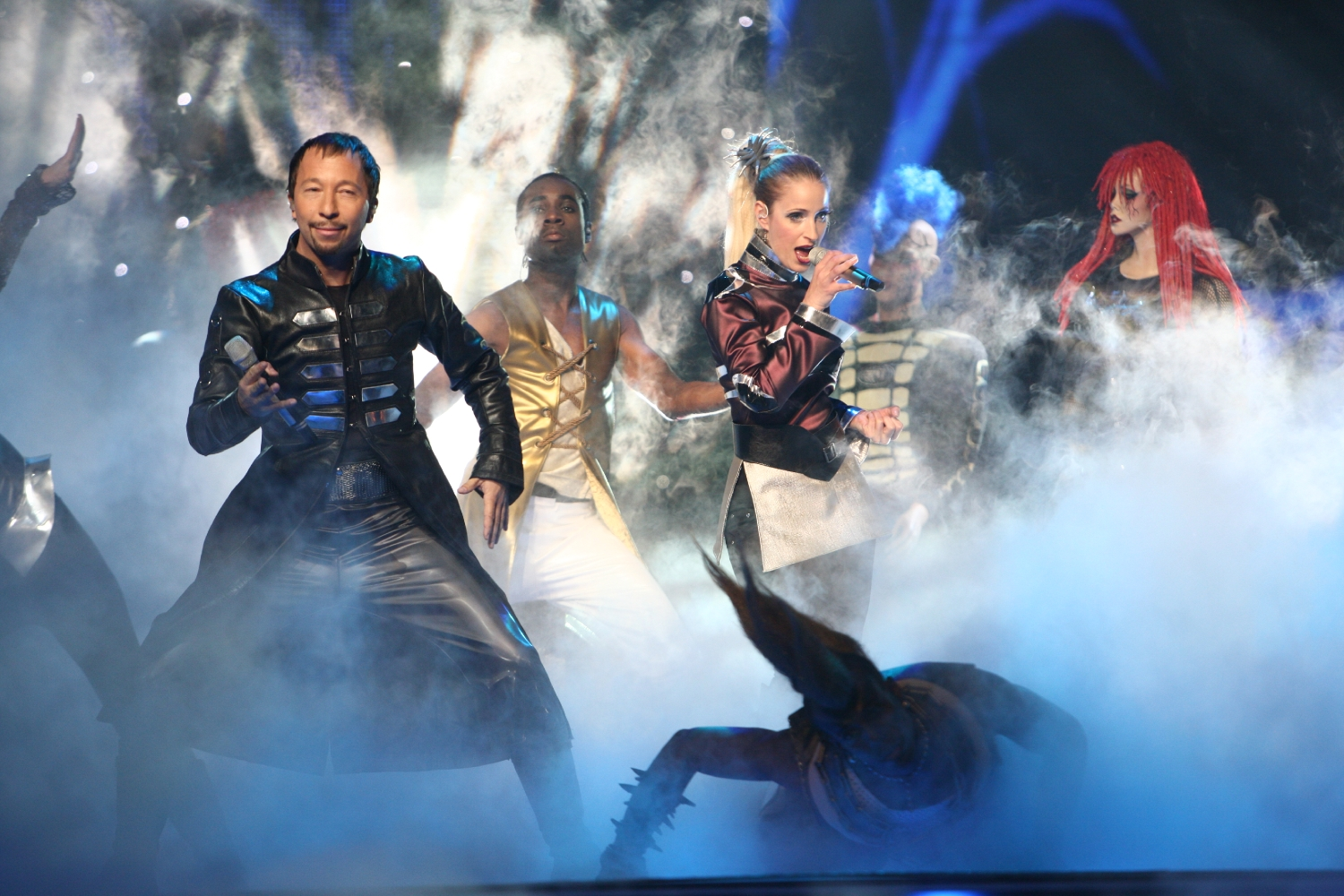
DJ Bobo a Hèlsinki (2007)
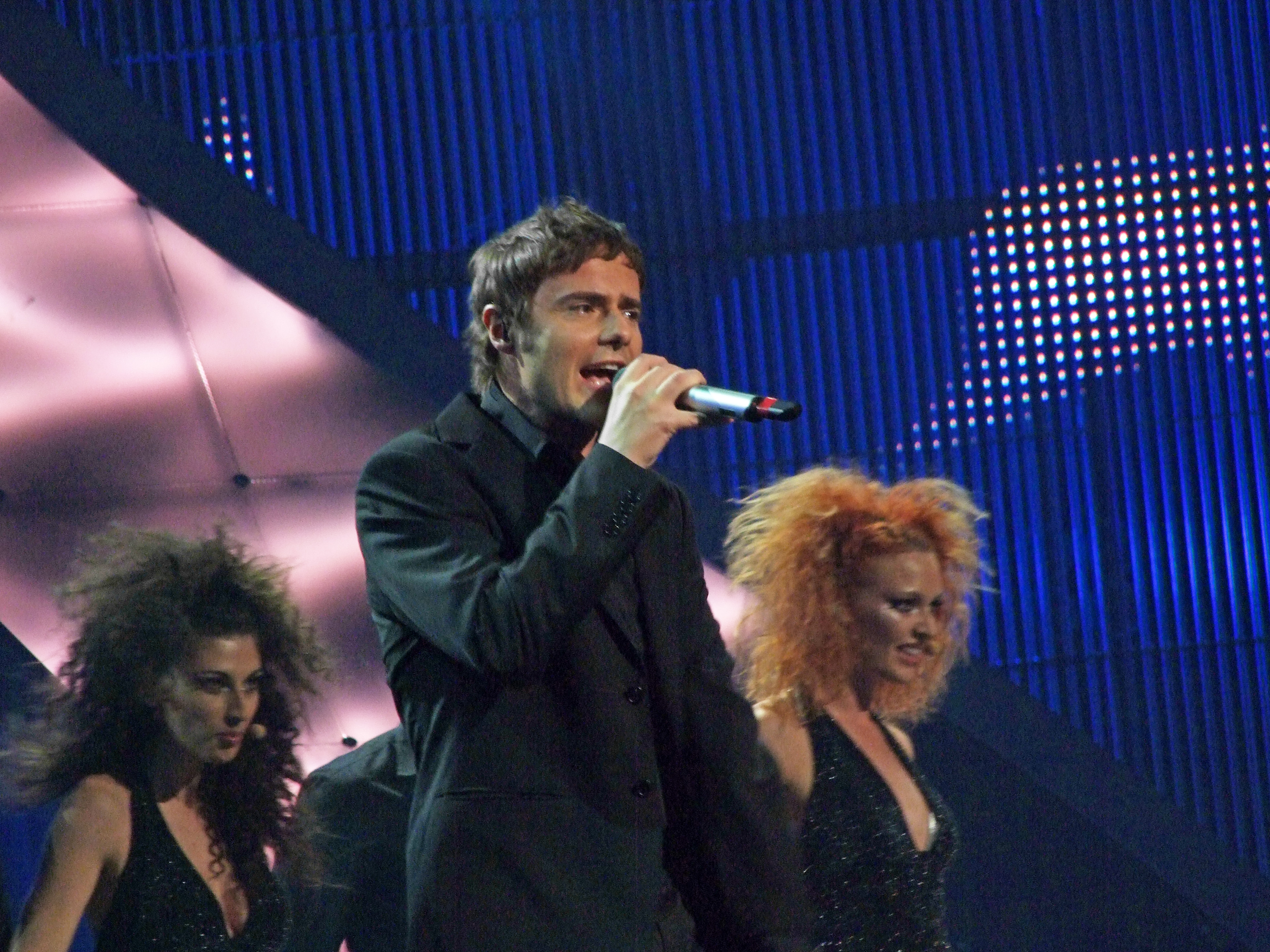
Paolo Meneguzzi a Belgrad (2008)
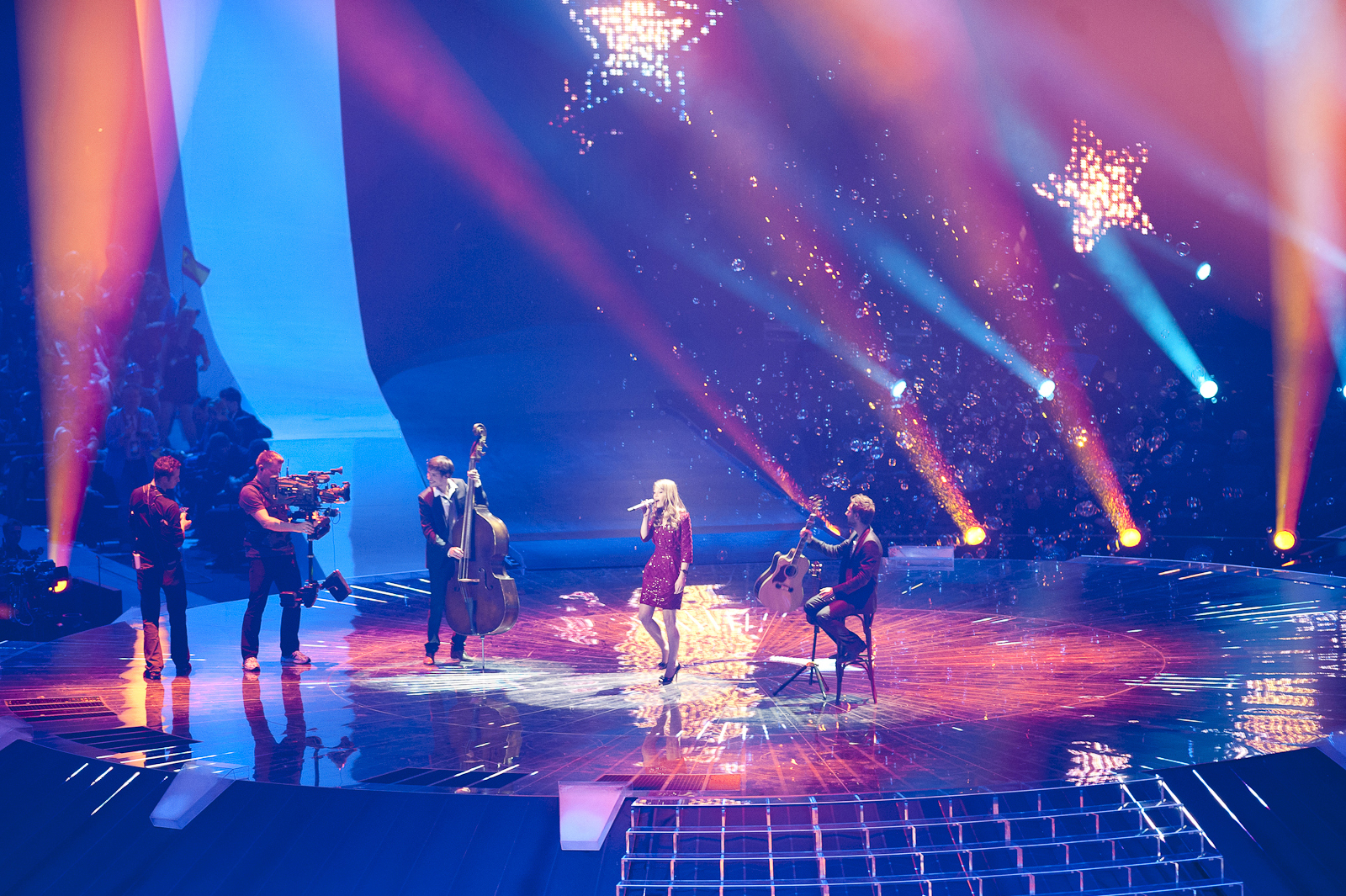
Anna Rossinelli a Düsseldorf (2011)
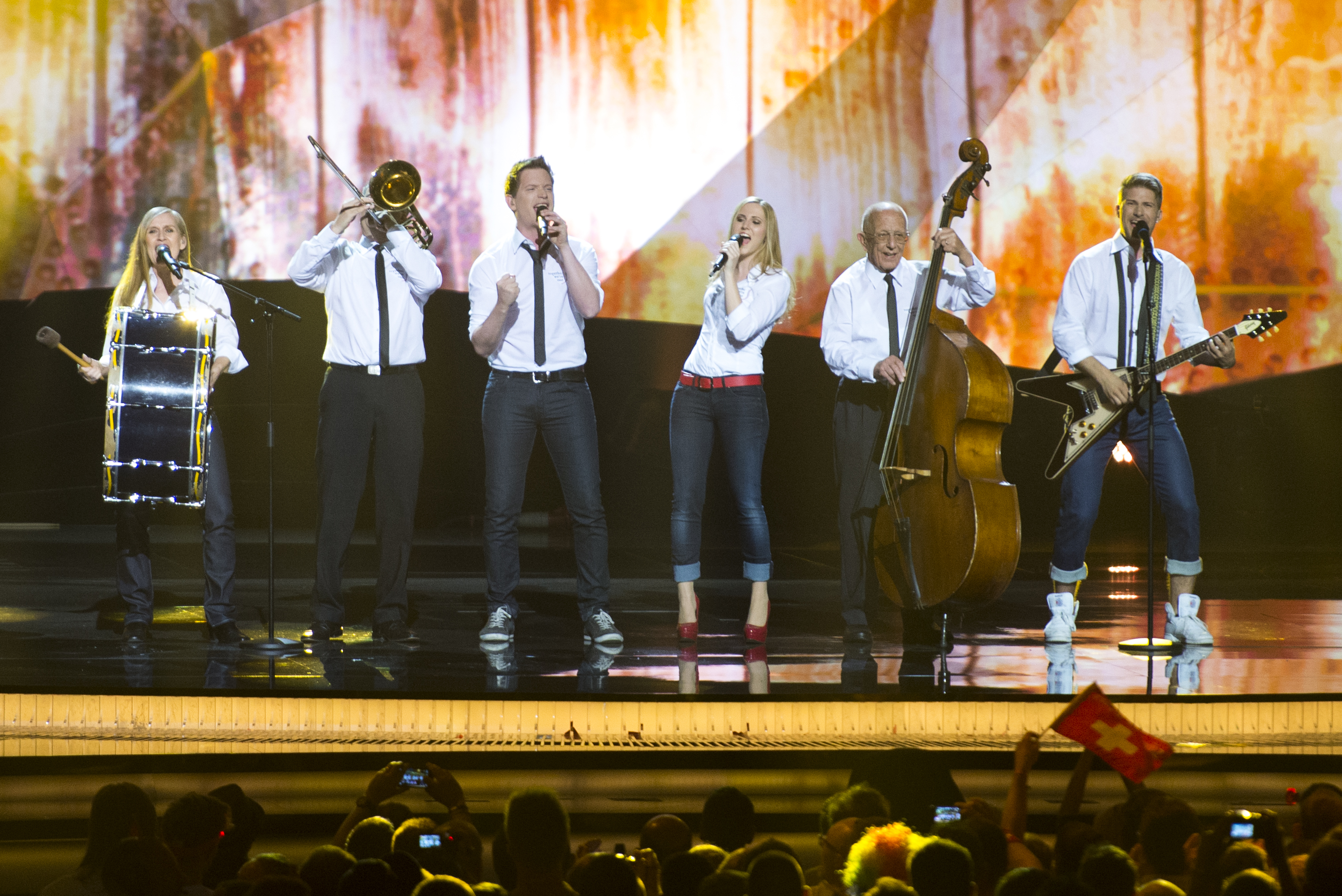
Takasa a Malmö (2013)
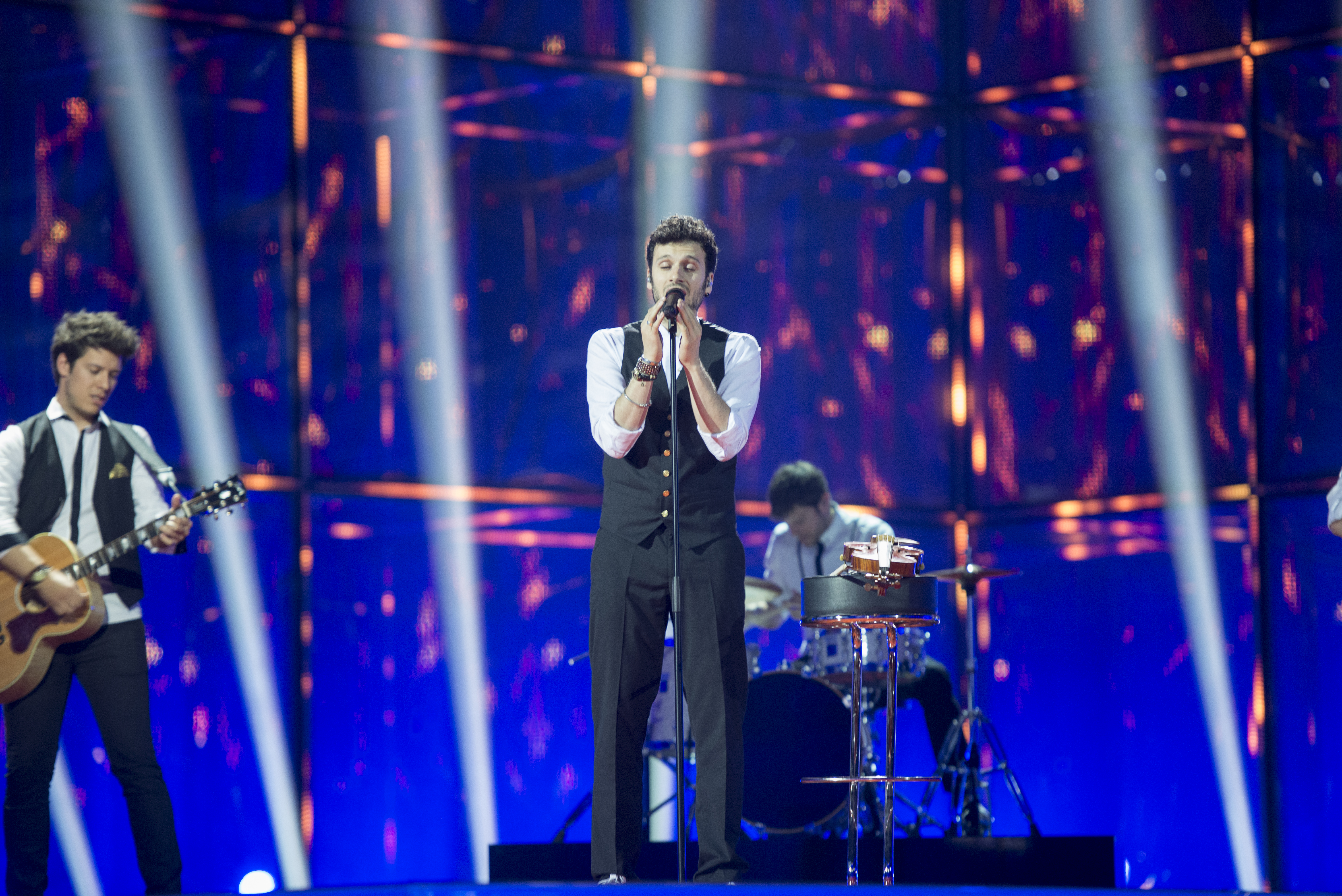
Sebalter a Copenhaguen (2014)
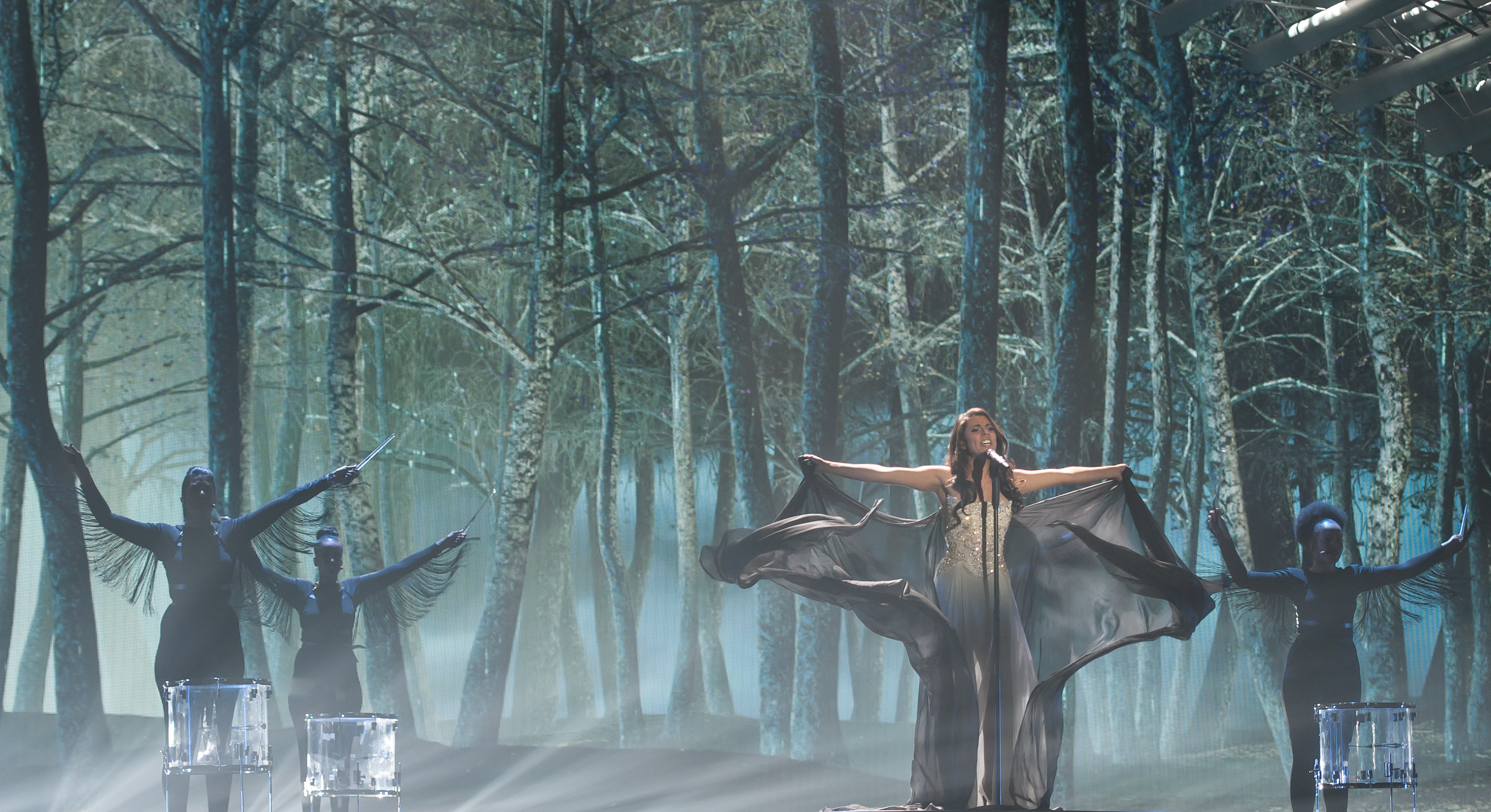
Mélanie René a Viena (2015)
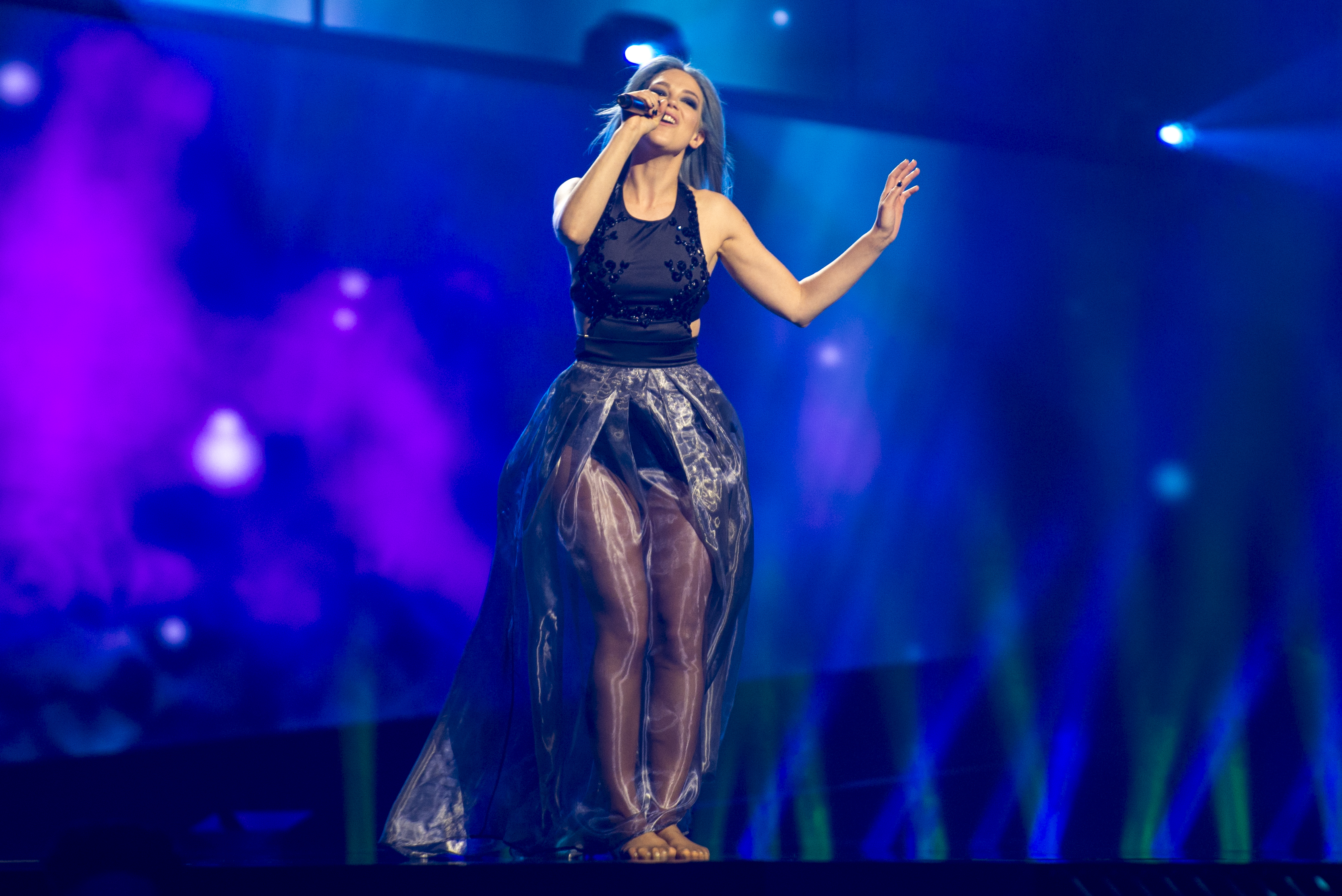
Rykka a Estocolm (2016)
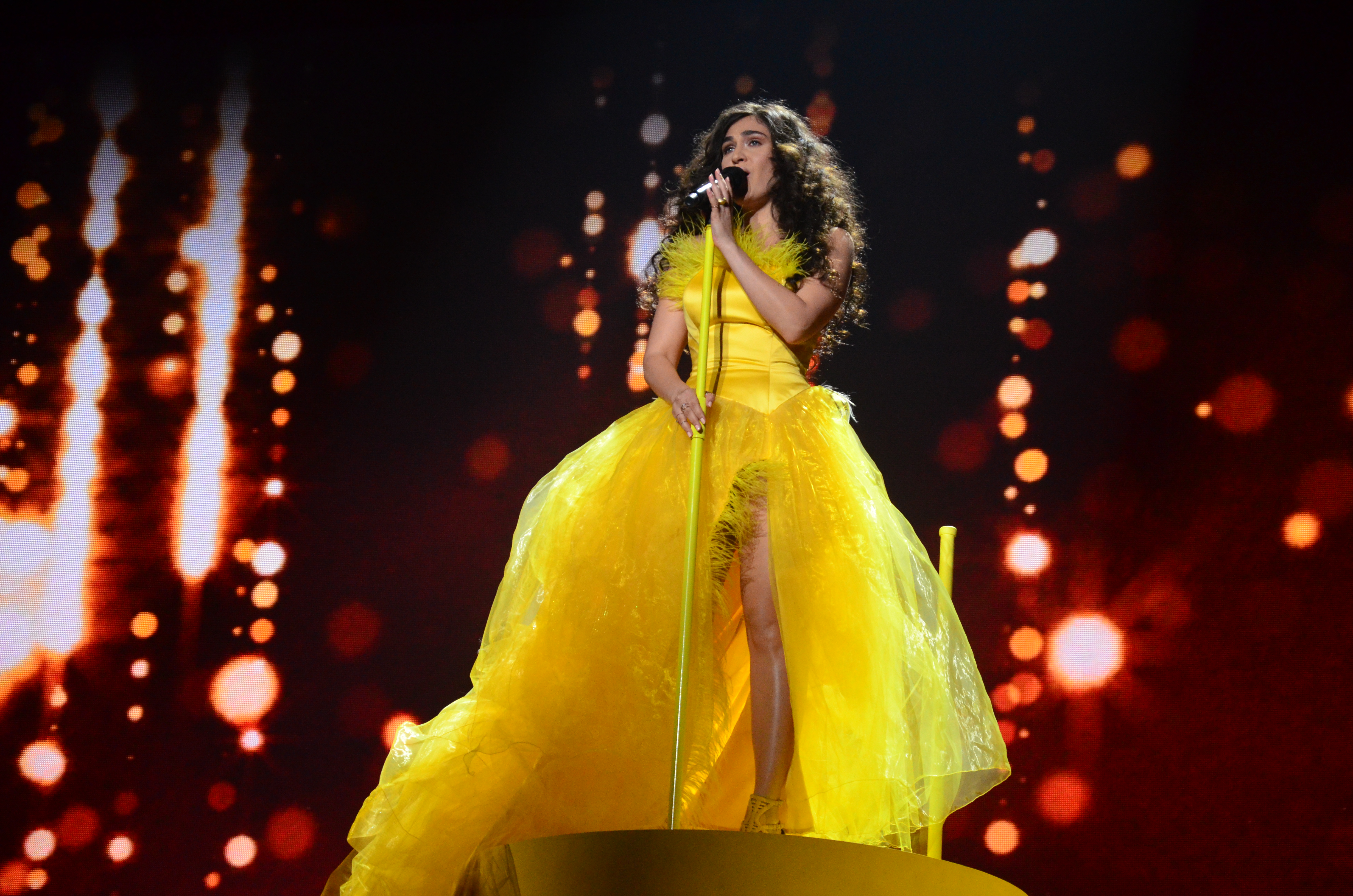
Timebelle a Kíev (2017)
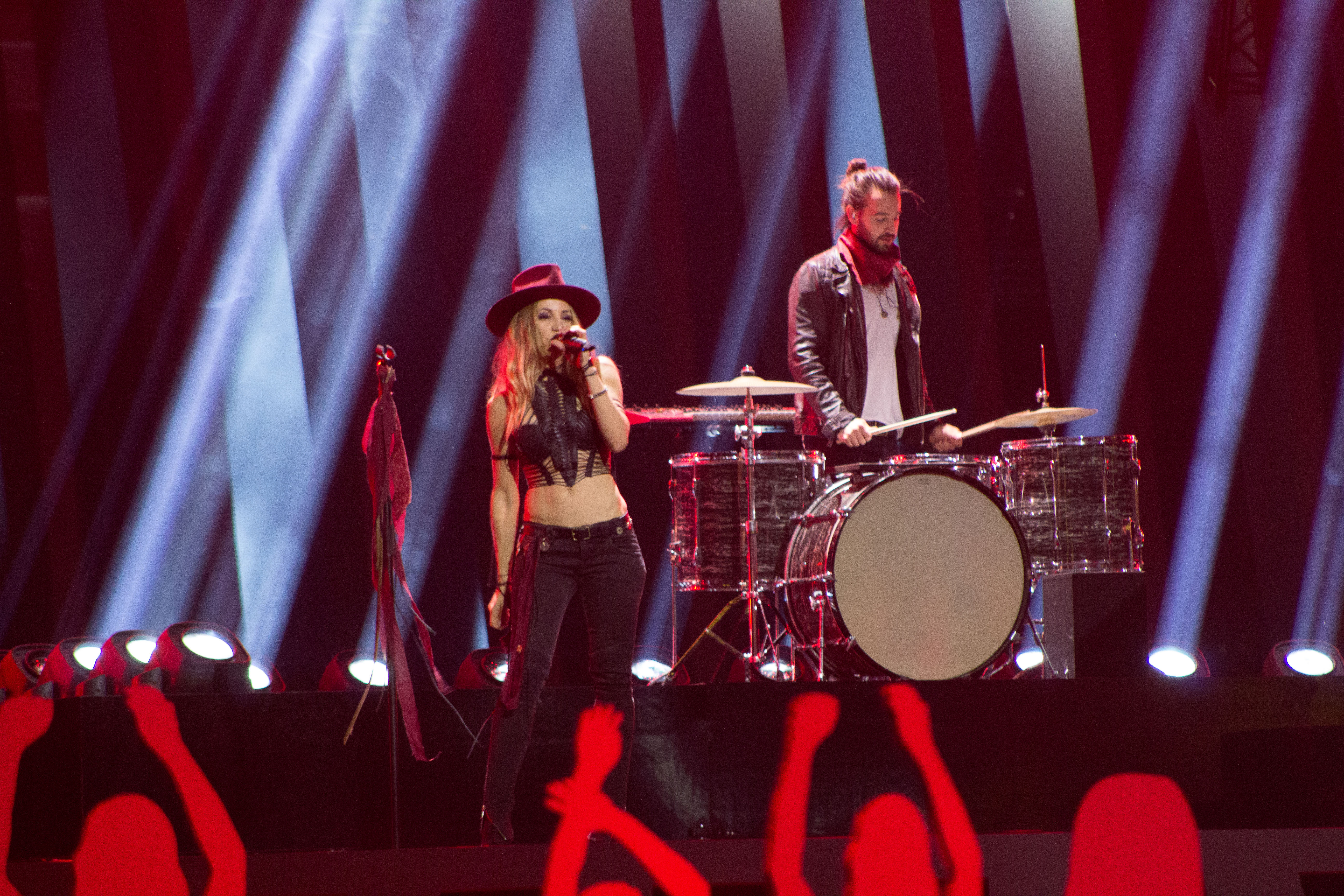
Zibbz a Lisboa (2018)
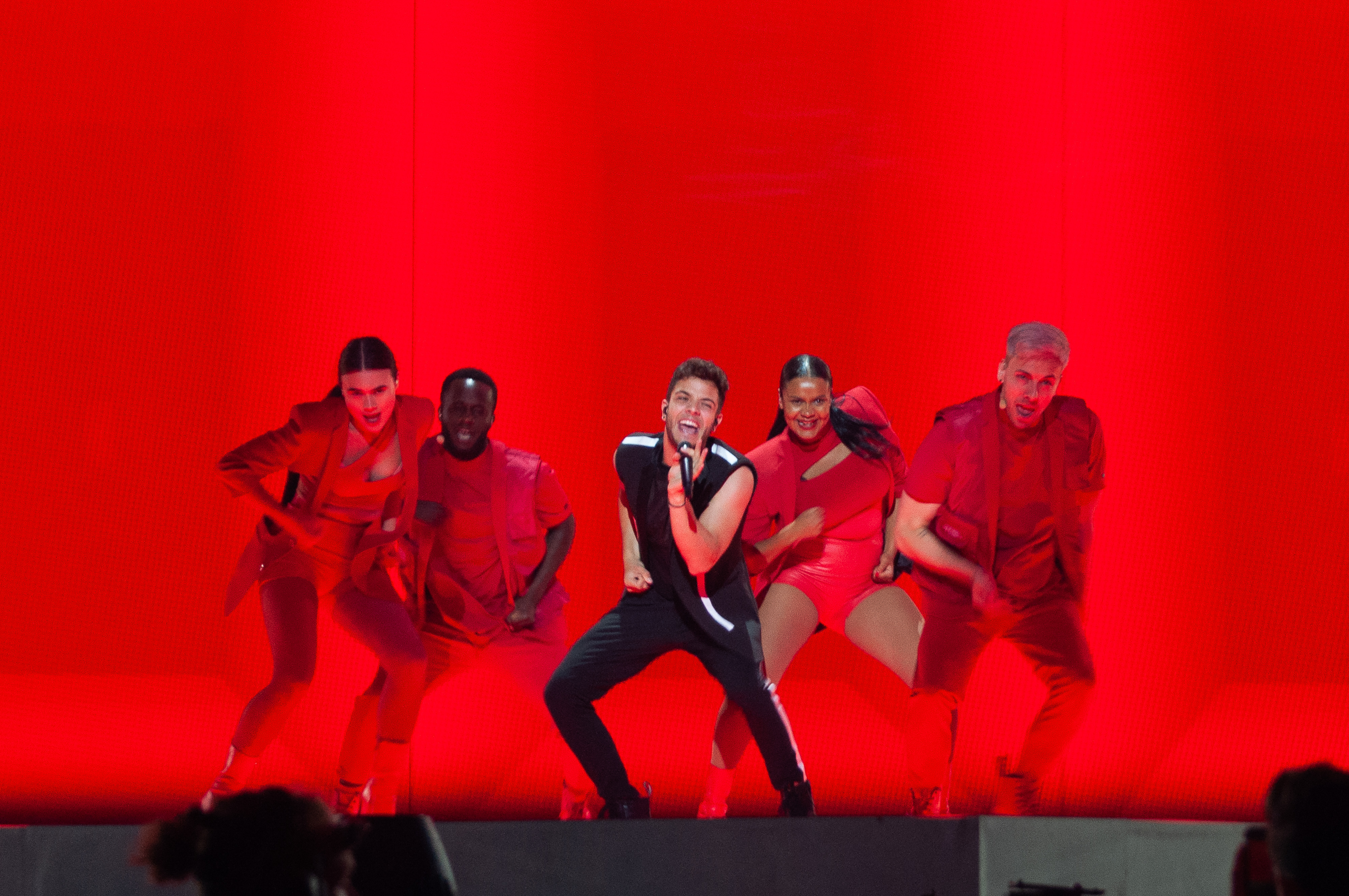
Luca Hänni a Tel-Aviv (2019)